# Hedysarum lipskianum
Hedysarum lipskianum là một loài thực vật có hoa trong họ Đậu. Loài này được L.I.Vassiljeva miêu tả khoa học đầu tiên.